# NGC 4136
NGC 4136 est une galaxie spirale relativement rapprochée et située dans la constellation de la Chevelure de Bérénice. NGC 4136 a été découverte par l'astronome germano-britannique William Herschel en 1785.

## Caractéristiques
La classe de luminosité de NGC 4136 est III et elle présente une large raie HI. Elle renferme également des régions d'hydrogène ionisé

### Distance
Sa vitesse par rapport au fond diffus cosmologique est de 893 ± 20 km/s, ce qui correspond à une distance de Hubble de 13,17 ± 0,97 Mpc (∼43 millions d'al).
À ce jour, sept mesures non basées sur le décalage vers le rouge (redshift) donnent une distance de 11,506 ± 3,937 Mpc (∼37,5 millions d'al), ce qui est à l'intérieur des valeurs de la distance de Hubble. Puisque cette galaxie est relativement rapprochée du Groupe local, cette distance est peut-être plus près de sa distance réelle que la distance de Hubble. Notons que c'est avec la valeur moyenne des mesures indépendantes, lorsqu'elles existent, que la base de données NASA/IPAC calcule le diamètre d'une galaxie.

### Classification
Les avis diffèrent sur la classification de NGC 4136, spirale barrée selon le Wolfgang Steinicke et la base de données HyperLeda, intermédiaire selon la base de données NASA/IPAC et ordinaire selon le professeur Seligman. On ne voit même pas le début d'une barre au centre de la galaxie sur l'image obtenue des données du relevé SDSS. La classification de spirale SA(r)c semble mieux décrire cette galaxie.

## Morphologie
NGC 4136 a été utilisée par Gérard de Vaucouleurs comme une galaxie de type morphologique SA(r)c dans son atlas des galaxies,.
Eskridge, Frogel et Pogge ont publié un article en 2002 décrivant la morphologie de 205 galaxies spirales ou lenticulaires rapprochées. Les observations ont été réalisées dans la bande H de l'infrarouge et dans la bande B (le bleu). Selon Eskridge et ses collègues, NGC 4136 est de type SAB(r)bc dans la bande B et SB(r)a dans la bande H. Le bulbe central est petit et traversé par une courte barre épaisse. La barre se termine par un anneau intérieur complet dont le contraste est élevé. Le grand axe de l'anneau est presque perpendiculaire à celui de la barre. Deux bras spiraux de faible brillance de surface émergent des extrémités du grand axe de l'anneau et ils sont visibles sur ~120° avant de s'estomper. La luminosité du bras sud est plus faible que celle du bras nord. La plupart des nœuds brillants sont associés au disque entre les bras. Les types optiques de cette galaxie sont SAB(r)c (RC3), Sc(r)I-II (CAG) et SAB(r)bc (OSUB). Nous classons NGC 4136 beaucoup plus tôt dans la bande H parce que les bras spiraux externes ouverts sont de très faible intensité dans l'infrarouge proche, laissant la structure interne du bras/anneau comme la caractéristique spirale qui domine la classification. 

## Trou noir supermassif
Selon un article basé sur les mesures de luminosité de la bande K de l'infrarouge proche du bulbe de NGC 4136, on obtient une valeur de 105,6 {\displaystyle M_{\odot }} (398 000 masses solaires) pour le trou noir supermassif qui s'y trouve.

## Supernova
La supernova SN 1941C a été découverte dans NGC 4135 le 16 avril 1941 par un dénommé Jones. Le type de cette supernova n'a pas été déterminé.

## Groupe de NGC 4274
Selon A.M. Garcia, la galaxie NGC 4136 fait partie d'un groupe de galaxies qui compte au moins 19 membres, le groupe de NGC 4274. Les autres membres du New General Catalogue du groupe sont NGC 4020, NGC 4062, NGC 4173, NGC 4203, NGC 4245, NGC 4251, NGC 4274, NGC 4278, NGC 4283, NGC 4310, NGC 4314, NGC 4359, NGC 4414, NGC 4509 et NGC 4525.
Selon Abraham Mahtessian, NGC 4136 et NGC 4150 forment une paire de galaxie. Cette affirmation semble correcte si on se fie aux distances indépendantes du décalage vers le rouge 11,506 ± 3,937 Mpc (∼37,5 millions d'al) pour NGC 4136 et 12,854 ± 3,636 Mpc (∼41,9 millions d'al)12,854 ± 3,636), mais NGC 4150 n'apparaît pas dans le groupe auquel appartient NGC 4136 et NGC 4136 n'apparait pas dans le groupe auquel appartient NGC 4150 (le groupe de NGC 4631). Les frontières entre les groupes sont quelque peu arbitraires et dépendent des critères de proximité employés par les auteurs.